# Baray

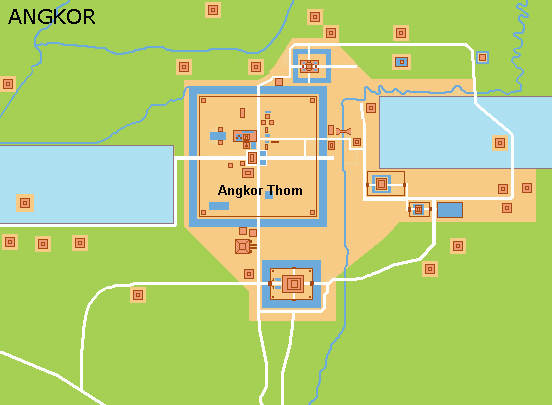
Plano de Angkor Thom mostrando la disposición de los barays.

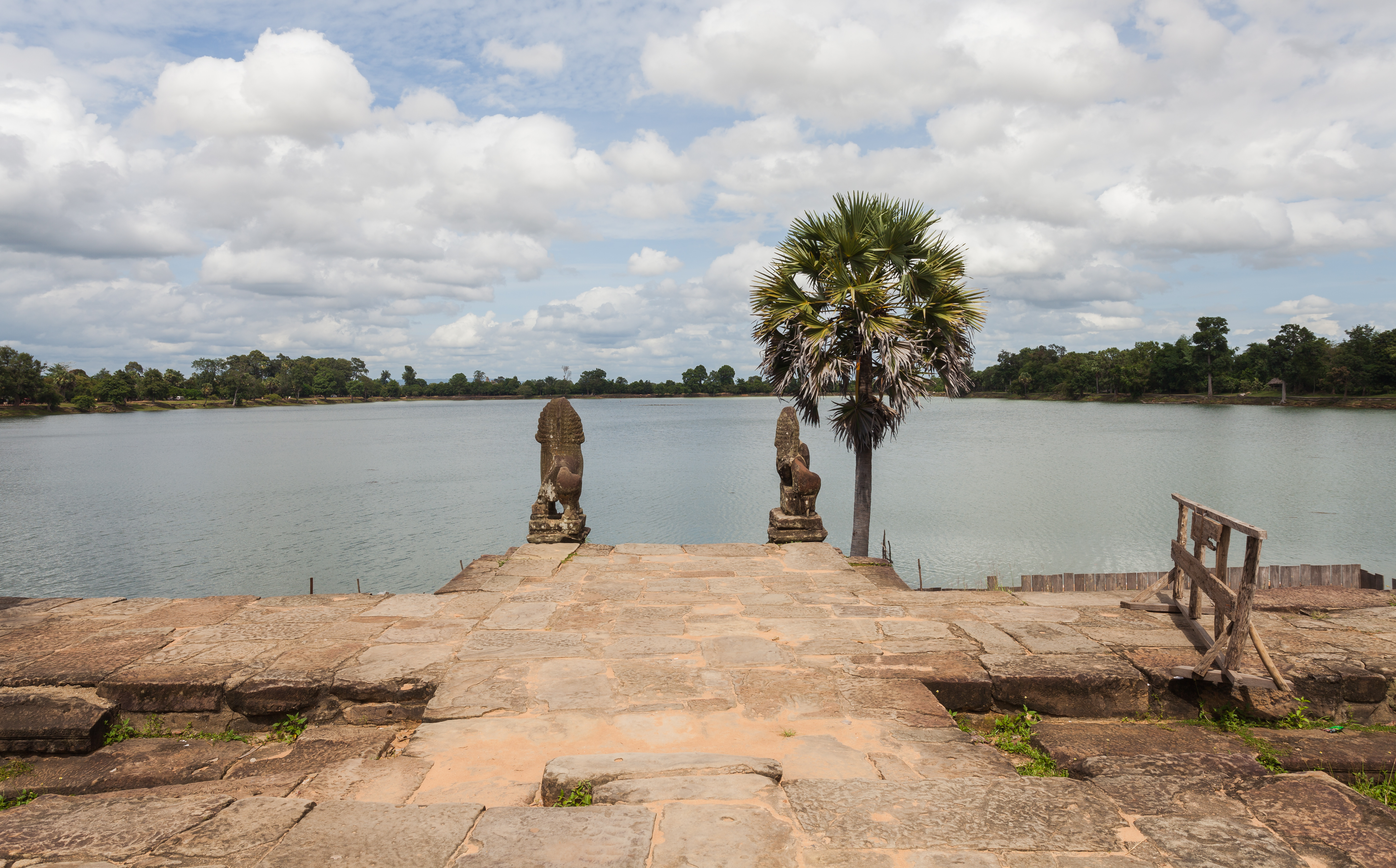
Baray Srah Srang.

Un baray (en sánscrito significa "embalse" o "estanque") es un embalse artificial característico del complejo arquitectónico-urbano construido en la época del Imperio Jemer en el sudeste asiático.  En realidad, embalses similares ya estaban presentes en complejos urbanos de épocas anteriores, como en Angkor Borei.
En el sudeste asiático, se pasa a meses de casi sequía después de los meses del monzón. Para garantizar un suministro constante de agua, regular la producción de arroz y el control de inundaciones, se construyeron una red de canales, acequias y embalses. Los barays formaron parte del desarrollo que se introdujo para la gestión eficiente del agua. Cuando los ríos llegaban a desbordarse, como es el caso del Mekong, se inundaban los campos hasta que en otro momento, las aguas retrocederían, dejando un limo que fertiliza la tierra, pudiendo plantar arroz. Pero con esfuerzos coordinados lograron embalsar el agua sobrante en un baray junto a un sistema de pendiente natural de canales de irrigación primarios y secundarios, pudiéndose así utilizar en la estación seca para conseguir más cosechas.
De forma rectangular, se crearon mediante la construcción de diques, a diferencia de los srah que eran mediante excavación. Su profundidad es de sólo unos pocos metros. En casi todos los casos, el eje principal sigue el desarrollo de la orientación este-oeste de los templos de Angkor (excepto el Rahal de Koh Ker). A veces se encuentra un templo-montaña construido en una isla artificial diseñada en el baray. Por esta característica a estos templos se les suele llamar Mebon (como, por ejemplo, el Mebon oriental o el Mebon occidental).
Los historiadores están divididos sobre el significado y las funciones de los barays. O con un propósito primariamente espiritual, formando parte de un paisaje sagrado, simbolizando el Mar de la Creación que rodea el Monte Meru, fuente del cosmos hinduista y el sagrado río Ganges que lo abastecía (en Angkor es el río Siem Reap). O exclusivamente una reserva de agua para el riego de los campos arroceros. Pero muy posiblemente, su función fuera una combinación de ambas.
La construcción de barays pudo haberse originado de la tradición de construir grandes embalses en la India Oriental.
Los barays más conocidos son el Baray oriental y el occidental, en Angkor. El segundo es el más grande y está a 8 X 2,2 km, que en su origen, fue excavado a mano. Existen barays ya secos, o restos de su construcción en todos los principales complejos de Angkor, como Banteay Chhmar, Koh Ker o Prasat Bakan.